# John Patrick (Basketballtrainer)
John Michael Patrick (* 29. Februar 1968) ist ein ehemaliger US-amerikanischer Basketballspieler und jetziger -trainer. Er hat die deutsche Staatsangehörigkeit, ist verheiratet und hat fünf Kinder.

## Karriere

### Spieler
Patricks Vater war als Hochschullehrer an verschiedenen Universitäten tätig, was zu häufigen Ortswechseln führt, sodass Patrick als Heranwachsender in mehreren US-Bundesstaaten lebte, ehe sich die Familie in Washington, D.C. niederließ. Er betrieb als Jugendlicher neben Basketball weitere Sportarten wie Baseball und American Football. Bei einem Sommertrainingslager lernte Patrick den Basketballtrainer Morgan Wootten kennen, daraus entstand der Wunsch, an die DeMatha Catholic High School in Hyattsville im US-Bundesstaat Maryland zu wechseln, wo Wootten von 1956 bis 2002 als Trainer der Basketballschulmannschaft tätig war. Die Schule genießt für ihren Schulsport landesweites Renommee. Wootten gilt in den Vereinigten Staaten als einer der bekanntesten Basketballtrainer auf High-School-Ebene und wurde 2000 Mitglied der Basketball Hall of Fame. Patrick bekam als Mitglied der Schulmannschaft der DeMatha Catholic High School wenig Spielanteile, mehrere seiner Mannschaftskameraden, darunter Danny Ferry, spielten später in der Profiliga NBA. Nach drei Jahren an der Schule wechselte Patrick an die Sidwell Friends School nach Washington D.C. und war dort ein Leistungsträger.
In Folge der Schulzeit absolvierte Patrick ein Studium an der Stanford University im gleichnamigen Ort in Kalifornien und war von 1987 bis 1991 Spieler der Hochschulmannschaft Cardinal. Im Rahmen seines Studiums weilte Patrick eine Zeit lang an einer Hochschule im polnischen Krakau. In seinem Abschlussjahr 1991 gewannen die Cardinal mit Patrick als Point Guard und dem späteren NBA-Spieler Adam Keefe das National Invitation Tournament, den damals wohl größten Erfolg des Basketball-Hochschulteams nach den lange zurückliegenden Erfolgen als landesweiter Meister der NCAA 1942 und einer AAWU-Conference-Meisterschaft 1963.
Trotz eines Probetrainings bei den Golden State Warriors im Jahr 1991 gelang Patrick als Spieler nie der Sprung in die Profiliga NBA. Stattdessen ging er im Alter von 23 Jahren nach Japan, lernte die japanische Sprache und verdiente dort sein Geld als Basketballspieler, war solcher später auch bei der BG Göttingen in Deutschland. In Japan verbrachte er insgesamt rund 13 Jahre und war neben seiner Spielertätigkeit auch bei einem Sportartikelhersteller sowie bei einer Bank beschäftigt. Des Weiteren war er bei Übertragungen von Basketballspielen in Japan als Kommentator im Einsatz.

### Trainer
Aufgrund verletzungsanfälliger Knie war er schon während seiner Spielerkarriere als Trainerassistent tätig. Wegen seiner späteren Frau kam er aus Japan nach Göttingen zurück und übernahm schließlich 2003 das Traineramt beim damaligen Zweitligisten BG 74. In der Saison 2005/06 trainierte er für eine Spielzeit noch einmal in Japan Toyota Alvark und führte die Mannschaft mit seinen US-Landsmännern Doron Perkins und Charles O’Bannon als Leistungsträger zum Gewinn der Meisterschaft. Danach blieb er aber auch aus familiären Gründen ab 2006 in Deutschland.
Während seiner Zeit als Cheftrainer der BG 74 hat er sich einen Namen gemacht durch eine aggressive, auf Ballgewinne ausgerichtete Spielweise mit relativ kleinen und schnellen Spielern. Auch aus finanziellen Gründen besetzte er Positionen, die im professionellen Basketball üblicherweise Spieler von mehr als zwei Metern Körpergröße verlangen, mit kleineren, athletischen Spielern. In seinem Kader mit Spielern, die alle eine ähnliche Spielanlage mitbrachten, war er dadurch in der Verteidigung besonders variabel und der ständige Wechsel von Gegenspielern war besonders ausgeprägt. Die für den einzelnen Spieler konditionell anspruchsvolle und oftmals mit dem Risiko einer hohen persönlichen Foulbelastung einhergehende Spielweise wurde unterstützt durch überdurchschnittlich häufige Spielerwechsel in der eigenen Mannschaft während eines einzelnen Spiels. Auch in der Offensive wich die Spielweise meist von einem traditionellen geordneten Angriffsspiel (Setplay) ab und war eher intuitiv und situationsbezogen ausgerichtet, weshalb Trainer gegnerischer Mannschaften diese Spielweise als „organisiertes Chaos“ bezeichneten. Den Gegner über die gesamte Spieldauer hinweg durchgehend bereits beim Spielaufbau unter Druck zu setzen, bezeichnete Patrick selbst als „full court 40 minutes hell“ (frei übersetzt: „Auf dem ganzen Spielfeld die gesamten vierzig Spielminuten: Hölle“).
Gleich im ersten Jahr seiner Rückkehr nach Göttingen gelang 2007 der Aufstieg in die Basketball-Bundesliga. In der zweiten Saison der Erstligazugehörigkeit erreichte die Mannschaft 2009 als Hauptrundenzweiter die Play-offs um die Deutsche Meisterschaft und Patrick selbst wurde zum BBL-Trainer des Jahres gewählt. In der darauffolgenden Saison gelang als Hauptrundendritter erneut der Einzug in die Play-offs, die aber mit einer erneuten Erstrundenniederlage wiederum frühzeitig endeten. Auf europäischer Ebene gelang der erst dritte Pokalerfolg einer deutschen Vereinsmannschaft mit dem Gewinn der EuroChallenge 2010. Auch wegen dieses Erfolgs wurde Patrick erneut als BBL-Trainer des Jahres ausgezeichnet. In der darauffolgenden Saison musste man als Hauptrundensiebter erneut in der ersten Play-off-Runde die Segel streichen und nach Saisonende verließ Patrick den Verein auch wegen der vergleichsweise geringen finanziellen Möglichkeiten. Er unterschrieb stattdessen einen bis 2013 laufenden Vertrag bei den s.Oliver Baskets in Würzburg, welche zuvor den Aufstieg aus der Pro A, die 2007 die 2. Bundesliga ersetzt hatte, in die Basketball-Bundesliga geschafft hatten. Nach einer erfolgreichen Spielzeit mit der Teilnahme am Playoff-Halbfinale wurde dieser Vertrag nach der Saison 2011/2012 einvernehmlich aufgelöst und die Zusammenarbeit zwischen Patrick und den Würzburgern beendet.
Im Januar 2013 wurde Patrick neuer Trainer des Bundesligisten Neckar Riesen Ludwigsburg. Dort folgte er auf den entlassenen Steven Key und sollte die Mannschaft zum Klassenerhalt führen. Dies gelangt nicht und durch eine Niederlage im letzten Saisonspiel gegen die Skyliners Frankfurt stieg Ludwigsburg sportlich aus der Basketball-Bundesliga ab. Durch den Kauf einer Wildcard blieb Ludwigsburg jedoch in der Liga und so setzte Patrick seine Trainerlaufbahn in der Bundesliga fort. Im Spieljahr 2017/18 führte Patrick die Ludwigsburger ins Halbfinale der Champions League, eine Niederlage gegen AS Monaco verhinderte den Endspieleinzug. Patrick wurde als bester Trainer der Champions-League-Spielzeit 2017/18 auszeichnet. In der Bundesliga erreichte Ludwigsburg unter Patricks Führung in der Saison 2017/18 das Halbfinale und schied dort gegen Berlin aus.
In der Bundesliga-Spielzeit 2019/20 lag Patrick mit Ludwigsburg mit 17 Siegen und vier Niederlagen auf dem zweiten Tabellenrang, als der Spielbetrieb wegen der Ausbreitung der Krankheit COVID-19 bis auf weiteres eingestellt wurde. Nach rund dreimonatiger Spielpause trat er mit seiner Mannschaft beim Saisonschlussturnier der Bundesliga an und führte Ludwigsburg dort zum ersten Mal in der Vereinsgeschichte ins Bundesliga-Finale. Marco Baldi, Geschäftsführer von Finalgegner Alba Berlin, beschrieb die Spielweise, die Patrick der Ludwigsburger Mannschaft verordnete und die zum Erfolgsrezept wurde, mit den Worten: „Sie zerstören Spiele, das können sie sehr gut. (…) Sie haben zu ihrem Markenkern erklärt, dass sie allen auf die Nerven gehen mit ihrer speziellen Art zu spielen. Kein Team europaweit, das schon mal die Erfahrung mit Ludwigsburg gemacht hat, wünscht sich, gegen Ludwigsburg zu spielen.“ Die beiden Finalspiele um die deutsche Meisterschaft gegen Berlin verlor Patrick mit seinen Ludwigsburgern, hatte in beiden Partien aber auf Marcos Knight verzichten müssen, der als bester Spieler des Turniers ausgezeichnet wurde.
In der Saison 2020/21 wurde Patrick abermals als bester Bundesliga-Trainer ausgezeichnet, nachdem Ludwigsburg unter seiner Leitung die Hauptrunde mit 30 Siegen und vier Niederlagen als Tabellenerster abgeschlossen hatte. 2022 führte er die Ludwigsburger Mannschaft in der Champions League ins Halbfinale. Nach dem dortigen Ausscheiden gewann man das Spiel um den dritten Platz. In der Bundesliga erreichte Patrick mit Ludwigsburg 2022 ebenfalls das Halbfinale und beendete anschließend seine Tätigkeit bei dem Bundesligisten. Patrick strebte nach zehnjähriger Amtszeit in Ludwigsburg einen „Tapetenwechsel und eine Pause“ an.
Patrick gab im Sommer 2022 bekannt, ab September 2022 wieder als Trainer in Japan zu arbeiten und zu Chiba Jets Funabashi zu wechseln. Anfang Juli 2022 vermeldete auch die Mannschaft Patricks Verpflichtung. Die Annahme des Angebots aus Japan steht im Widerspruch mit seiner zunächst getätigten Aussage, eine Pause einlegen zu wollen. Er begründete den Schritt unter anderem damit, dass er sich in Japan voll auf die Trainer-Aufgabe konzentrieren könne und nicht etwa für die Kaderplanung und Spielerverpflichtung zuständig sei. Eigener Aussage nach führte Patrick auch Gespräche über eine mögliche Tätigkeit als deutscher Bundestrainer und hatte in vorherigen Jahren Angebote, Nationaltrainer anderer europäischer Länder sowie Japans zu werden.
Mit den Chiba Jets Funabashi gelang Patrick während der Saison 2022/23 bis zum 22. März 2023 eine Erfolgsserie von 24 Siegen in Folge. Man erreichte die Endspiele um die japanische Meisterschaft, die beide verloren wurden. 2024 gewann Patrick mit den Chiba Jets Funabashi ungeschlagen den Meistertitel in der EASL, einer Liga mit teilnehmenden Mannschaft aus Japan, den Philippinen, Südkorea und Taiwan. In der japanischen Liga erreichte er mit Funabashi 2024 das Halbfinale.
Im Juni 2024 gab Bundesligist Ludwigsburg Patricks Rückkehr bekannt. In der Saison 2024/25 führte er die Mannschaft im europäischen Wettbewerb FIBA Europe Cup ins Viertelfinale, wo man gegen den französischen Verein Jeanne d’Arc Dijon Bourgogne ausschied. Im entscheidenden Spiel fehlte Patrick wegen einer Krankheit. Am 26. März 2025 trennten sich die MHP Riesen Ludwigsburg mit sofortiger Wirkung von Patrick. Ausschlaggebend hierfür waren die fünf Niederlagen in Folge, die Ludwigsburg wettbewerbsübergreifend seit Anfang März 2025 erleiden musste. Der letzte Sieg gelang der Mannschaft am 11. Februar 2025 gegen den Bundesliga-Konkurrenten Telekom Baskets Bonn.
Im Juli 2025 wurde Patrick als neuer Trainer der New Taipei Kings (Taiwan) vermeldet.

## Erfolge und Auszeichnungen

### Spieler
- Gewinn des NIT mit den Stanford Cardinal (1991)

### Trainer
- Japanischer Meister mit Toyota Alvark (2006)
- Meisterschaft in der 2. Bundesliga Gruppe Nord; Aufstieg in die Basketball-Bundesliga mit der BG 74 Göttingen (2007)
- Sieger der EuroChallenge 2009/10 mit der BG Göttingen (2010)
- Trainer des Jahres der Basketball-Bundesliga (2009, 2010, 2021)
- Trainer des Jahres der Champions League (2018)
- Dritter Platz in der Champions League (2022)
- EASL-Sieger (2024)

## Familie
Patrick hat mit seiner Ehefrau Alexandra, die er bei einem Japanisch-Sprachkurs kennenlernte, zwei Töchter und drei Söhne. Alle seine Kinder tragen Vornamen, die mit dem Buchstaben J beginnen. In Ludwigsburg wurden während Patricks Amtszeit seine Söhne Johannes und Jacob ins Bundesliga-Aufgebot aufgenommen und gaben unter ihrem Vater als Trainer ihren Einstand in der höchsten deutschen Spielklasse.

## Sonstiges
Patrick arbeitete während seiner Zeit in Göttingen mit einer Brauerei zusammen und stellte seine Kontakte nach Japan zwecks Verkauf von alkoholfreiem Bier nach Japan zur Verfügung.